# Jorge Barroso
Jorge Barroso Orta (Melilla, 9 settembre 1987) è un giocatore di calcio a 5 spagnolo.

## Carriera
Come ultimo ha iniziato nel Ciudad de Murcia, filiale dell'ElPozo Murcia, per poi passare alla prima squadra nella stagione 2008-09. Con la Nazionale Under-21 di calcio a 5 della Spagna partecipa al campionato europeo di calcio a 5 Under-21 2008 nel quale le furie rosse raggiungono la semifinale.

## Palmarès
- Campionato spagnolo: 2
ElPozo Murcia: 2008-09, 2009-10
- Coppa di Spagna: 2
ElPozo Murcia: 2007-08, 2009-10
- Supercoppa di Spagna: 1
ElPozo Murcia: 2010